# Paul Bader
Paul Bader (Lahr/Schwarzwald, 20 juli 1883 - Emmendingen, 28 februari 1971) was een Duitse officier en General der Artillerie tijdens de Tweede Wereldoorlog. Hij was de Militärbefehlshaber van het bezette Servië. 

## Leven
Op 20 juli 1883 werd Paul Bader in Lahr/Schwarzwald geboren. Hij had een tweelingbroer Jakob Bader (geboren 20 juli 1883 - 23 januari 1939). Zijn ouders waren Jacob Bader en Pauline Bühl.
In 1903 meldde Bader zich op zijn twintigste als Einjährig-Freiwilliger (vrije vertaling: eenjarige vrijwilliger) aan in het Pruisische leger. Op 1 oktober 1903 trad Bader als Fahnenjunker (aspirant-officier) in dienst van in het 4. Badische Feldartillerie-Regiment Nr. 66. Op 19 februari 1905 werd hij bevorderd tot Fähnrich (vaandrig). Wachtend op zijn Offizierspatent (oorkonde van bevordering tot officier), werd Bader benoemd tot adjudant van het 1e bataljon in het 4. Badische Feldartillerie-Regiment Nr. 66. Op 21 mei 1906 werd Bader bevorderd tot officier, en kreeg de rang van een Leutnant (tweede luitenant). Na zijn bevordering werd hij benoemd tot regimentsadjudant in het 3. Ober-Elsässischen Feldartillerie-Regiment Nr. 80 in Colmar. Op 20 november 1913 werd Bader bevorderd tot Oberleutnant (eerste luitenant). 

### Eerste Wereldoorlog
Met het uitbreken van de Eerste Wereldoorlog en de mobilisatie, werd Bader met zijn regiment ingezet in de richting van Colmar in Elzas-Lotharingen aan het westfront. Ze zagen actie langs de oostgrens van Duitsland, bekend als de Slag om de Grenzen. Aan het front werd Bader bevorderd tot Hauptmann (kapitein) en werd als adjudant van de commandant van de 39. Feldartillerie-Brigade ingezet. In de zomer van 1918 werd hij overgeplaatst als adjudant van de General der Artillerie 11. In het voorjaar van 1919 werd Bader vervolgens benoemd tot chef van het vrijwillige batterij van het 4. Badische Feldartillerie-Regiment Nr. 66.

### Interbellum
Na de Eerste Wereldoorlog bleef Bader in de Reichsheer en werd opgenomen in het tot 100.000 manschappen beperkte Reichswehr. Hij werd benoemd tot batterijchef in het Reichswehr-Artillerie-Regiment 13. Hierna volgde zijn inzet in de afdelingsstaf van het 5e Artillerieregiment. Op 1 december 1925 werd hij bevorderd tot Major (majoor). In het voorjaar van 1927 werd Bader geplaatst in de staf van de 3. Kavallerie-Division. Bader werd vervolgens benoemd tot batterijchef van het 6e batterij in het 5e Artillerieregiment. Op 1 oktober 1928 werd hij overgeplaatst naar het Reichswehrministerium (Rijksministerie van Defensie) en werd ingezet in de Inspectie van de Artillerie (In 4). Tijdens zijn plaatsing in rijksministerie, werd hij bevorderd tot Oberstleutnant (luitenant-kolonel). Vanaf 1 februari 1931 werd Bader ingezet in de staf van het 6e Artillerieregiment. Hieropvolgend werd hij benoemd tot commandant van het 1e bataljon in hetzelfde regiment. Op 1 februari 1933 werd Bader bevorderd tot Oberst (kolonel). Van 1 april 1933 tot 30 september 1934 was Bader commandant van het 5e Artillerieregiment (wat later een eenheid in de Wehrmacht werd). Bij de vergroting van de Reichswehr, werd hij benoemd tot commandant van het artillerieregiment Ludwigsburg. Op 15 oktober 1935 werd Bader benoemd tot Artillerie-Kommandeur 2 (Arko 2). Na zijn benoeming als Arko 2, volgde zijn bevordering tot Generalmajor (brigadegeneraal). Op 1 april 1937 droeg hij het commando over, en werd aangesteld als commandant van de 2e Infanteriedivisie. In de herfst van 1937 was hij aanvankelijk verantwoordelijk voor de omvorming van de divisie tot de 2e Infanteriedivisie (gemotoriseerd). Op 1 januari 1938 werd Bader bevorderd tot Generalleutnant (generaal-majoor). Hij werd opgevolgd als commandant van de 2e Infanteriedivisie door de Generalmajor Josef Harpe. 

### Tweede Wereldoorlog
Bader leidde de divisie tijdens de Poolse Veldtocht. Na de veldtocht werd de divisie naar het westen verplaatst, en maakte daar onderdeel uit van het 14e Gemotoriseerde Korps in de Panzergruppe Kleist wat onderdeel was van von Rundstedts Heeresgruppe A. Hierna vocht Bader met de divisie in de Slag om Frankrijk. Tijdens de Slag om Frankrijk raakte hij op 5 juni 1940 gewond, maar bleef bij zijn troepen. Voor de omvorming van de divisie naar de 12e Pantserdivisie, gaf hij het commando weer over. Dezelfde dag volgde zijn benoeming tot commandant van de 3e Infanteriedivisie. Op 25 mei 1941 droeg Bader dat commando weer over. Kort voor de commando-overdracht, werd hij op 21 mei 1941 aangesteld als commandant van Höheres Kommando z.b.V. LXV (Hoger Korps Commando voor speciale inzet 65). Op 1 juli 1941 werd Bader bevorderd tot General der Artillerie (generaal der Artillerie). Als gevolg hiervan werd hij vanaf juli 1941 tegelijkertijd benoemd tot gevolmachtigde bevelvoerend generaal in Servië. Na zijn aanstelling als militair bevelhebber, gaf hij het bevel "onmiddellijk de offensieve strijd tegen de communistische terroristische bendes te beginnen". Op 4 oktober van hetzelfde jaar gaf generaal-veldmaarschalk Wilhelm List hem het bevel om zogenaamde gijzelaarsverzamelkampen op te zetten om verzetsgroepen te bestrijden en de gijzelaars zo nodig neer te schieten. Op 13 februari 1942 meldde Bader dat er in de periode vanaf 1 september 1941 tot 12 februari 1942 bij "gevechtsacties" 7756 mensen waren gefusilleerd. Na deze acties werden nog eens 20.149 "gijzelaars" geëxecuteerd als vergelding. In maart 1942 werd hij benoemd tot bevelvoerend generaal en bevelhebber in Servië. Op 18 maart 1942 verordende hij dat vanwege de behoeften van de oorlogsindustrie gevangenen niet langer noodzakelijkerwijs konden worden gefusilleerd, maar ook als dwangarbeiders naar Duitsland konden getransporteerd worden. Op 29 januari 1943 werd Bader onderscheiden met het Duitse Kruis in goud. In augustus 1943 kreeg hij een nieuwe functie als commandant van het 21e Bergkorps in Albanië. Hij was voor een paar maanden in functie, toen hij op 10 oktober 1943 zijn commando weer moest afdragen. En werd meteen geplaatst in het Führerreserve, waarop hij op 31 maart 1944 met pensioen ging.

## Na de oorlog

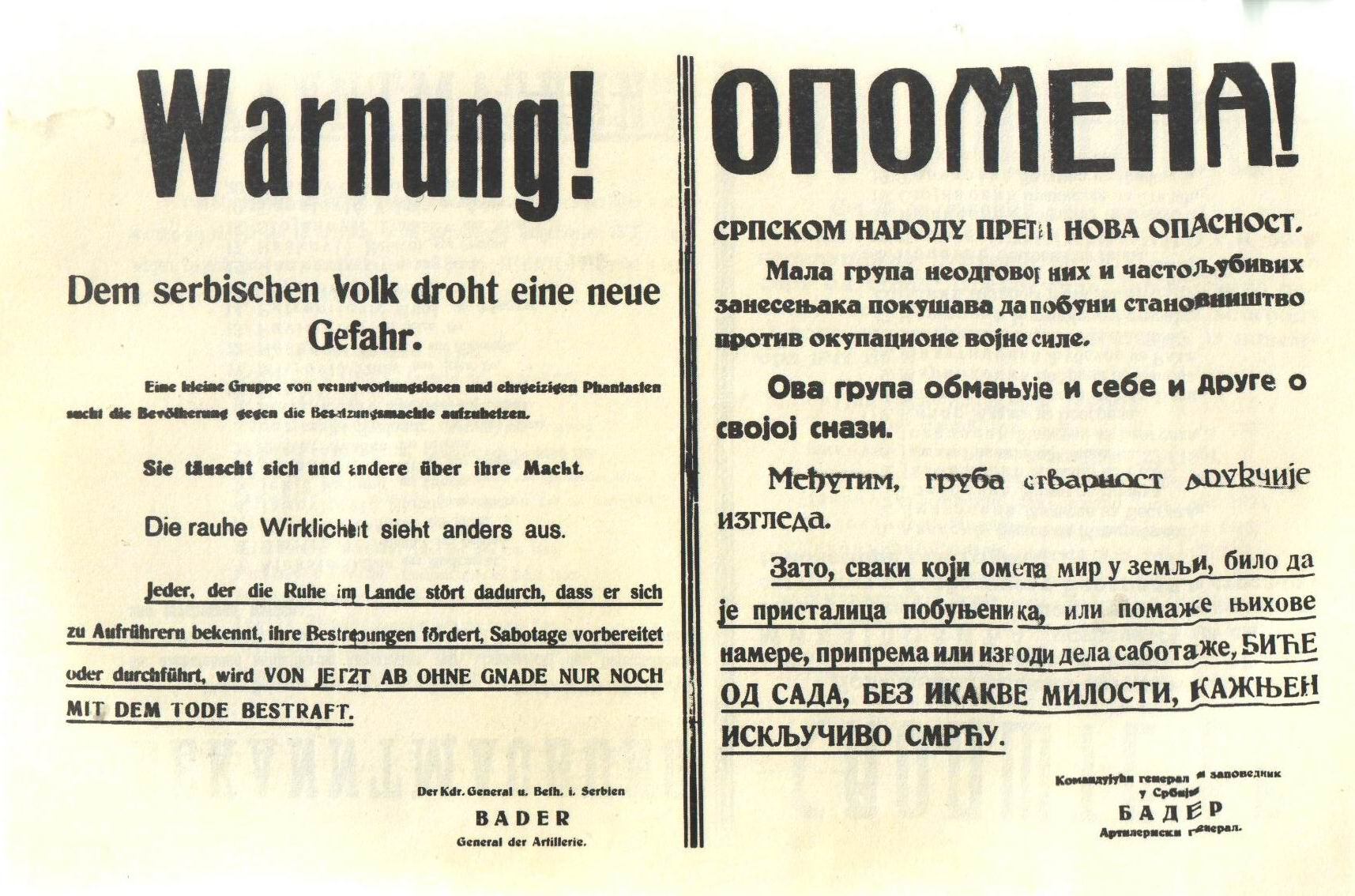
Bekendmaking van generaal der Artillerie Paul Bader.

Tijdens een verhoor op 3 januari 1964 beweerde hij niets te hebben geweten van schietpartijen met gijzelaars door de Wehrmacht of leden van de troepen.
Over het verdere verloop van zijn leven is niets bekend. Op 28  februari 1972 stierf Bader in Emmendingen.

## Carrière
- General der Artillerie: 1 juli 1941[2][1][15]
- Generalleutnant: 1 januari 1938[2][1]
- Generalmajor: 1 december 1935[2][1]
- Oberst: 1 februari 1933[2][1]
- Oberstleutnant: 1 april 1930[2][1]
- Major: 1 december 1925[2][1]
- Hauptmann: 18 april 1915[2][1]
- Oberleutnant: 20 november 1913[2][1]
- Leutnant: 21 mei 1906[2][1]
- Fähnrich: 19 februari 1905[2][1]
- Fahnenjunker: 1 oktober 1903[2][1]
- Einjährig-Freiwilliger: 1903[2]

## Onderscheidingen
- Duitse Kruis in goud op 29 januari 1943 als General der Artillerie en Bevelvoerend-generaal en Bevelhebber van Servië[2][16][3]
- IJzeren Kruis 1914, 1e Klasse[2][1][3][17]  en 2e Klasse[2][1][3][17]
- Ridder der Eerste Klasse in de Frederiks-Orde met Zwaarden[2][17]
- Ridder der Tweede Klasse in de Orde van de Leeuw van Zähringen met Zwaarden[2][17]
- Hanseatenkruis Hamburg[2][17]
- Erekruis voor Frontstrijders in de Wereldoorlog[2]
- Dienstonderscheiding van Leger en Marine, 1e Klasse (25 dienstjaren)[2]
- Herhalingsgesp bij IJzeren Kruis 1939, 1e Klasse[2][1]  en 2e Klasse[2][1]